# 大坵橋
大坵橋是位於中華民國福建省連江縣（馬祖列島）首座跨海大橋，連接北竿島與大坵島，工程於2018年7月底開工，預計2025年10月完工，全長500公尺，橋面規劃3處觀景平台。此聯外道路將連結兩島生活圈，未來遊客到大坵賞梅花鹿，將不再受海象影響。

## 歷史
大坵島雖為無人島，但近年因大坵島梅花鹿復育成功，發展為梅花鹿生態島，吸引遊客登島觀光，以往兩島交通都靠船隻接駁，大坵聯外交通將增進交通便利性。此外，馬祖國家風景區管理處於2020年發起「馬祖暗空計畫」，將結合藍眼淚、梅花鹿與星空旅遊，朝向取得國際暗天協會認證，推動大坵發展為國際暗空島。跨海大橋攸關大坵觀光旅遊永續發展，中華民國內政部因此補助連江縣政府新臺幣4.8億元興建大坵與北竿的跨海大橋。此為連江縣第一座跨海大橋，將與未來的馬祖大橋共同促進馬祖觀光發展。

## 工程進度
- 行政院公共工程委員會更新至2025年2月底

| 標案名稱                 | 開工日期   | 預計完工日期 | 最新進度 |
| ------------------------ | ---------- | ------------ | -------- |
| 北竿鄉大坵島聯外道路工程 | 2017/12/26 | 2025/12/29   | 59.67%   |